# Llei de Gauss
En física i electromagnetisme, la llei de Gauss relaciona la càrrega elèctrica i el camp elèctric, essent una forma més general i elegant de la llei de Coulomb. La llei implica el concepte de flux elèctric, que es refereix al camp elèctric que travessa una determinada superfície, dona la relació entre el flux elèctric que surt d'una superfície tancada i la càrrega elèctrica tancada que hi ha dins d'aquesta mateixa superfície (coneguda com a superfície gaussiana). La llei fou enunciada l'any 1835 per Carl Friedrich Gauss (1777 - 1855), tot i que no fou publicada fins al 1867. És una de les quatre equacions de Maxwell, bàsiques a la teoria electromagnètica clàssica, juntament amb la llei de Gauss per al magnetisme, la llei de Faraday i la llei d'Ampère.
La llei de Gauss té una forta similitud matemàtica amb moltes altres lleis físiques, com la llei de Gauss per al magnetisme i la llei de Gauss per a la gravitació. La seva forma matemàtica generalitzada, considerant qualsevol camp vectorial A i una regió de l'espai d'un determinat volum V limitada per una superfície S, és coneguda com a teorema de Gauss o teorema de la divergència i pot emprar-se en qualsevol context en què es doni la llei de la inversa del quadrat. La llei de Gauss és equivalent a la llei de Coulomb, de la qual se'n pot derivar i viceversa.

## Descripció qualitativa
En paraules, la llei de Gauss diu:
El flux elèctric net a través de qualsevol hipotètica superfície tancada és igual a 1/ε0 vegades la càrrega elèctrica neta tancada dins d'aquesta superfície tancada. La superfície tancada també es coneix com a superfície gaussiana.
La llei de Gauss té una gran similitud matemàtica amb una sèrie de lleis d'altres àrees de la física, com ara la llei de Gauss per al magnetisme i la llei de Gauss per a la gravetat. De fet, qualsevol llei del quadrat invers es pot formular d'una manera semblant a la llei de Gauss: per exemple, la llei de Gauss en si és essencialment equivalent a la llei de Coulomb, i la llei de Gauss per a la gravetat és essencialment equivalent a la llei de la gravetat de Newton, ambdues lleis del quadrat invers.
La llei es pot expressar matemàticament utilitzant càlcul vectorial en forma integral i en forma diferencial; tots dos són equivalents ja que estan relacionats pel teorema de la divergència, també anomenat teorema de Gauss. Cadascuna d'aquestes formes al seu torn també es pot expressar de dues maneres: En termes d'una relació entre el camp elèctric E i la càrrega elèctrica total, o en termes del camp de desplaçament elèctric D i la càrrega elèctrica lliure.

## Equacions
La llei de Gauss es pot enunciar en forma integral o diferencial, fent servir o bé el camp elèctric E o bé el desplaçament elèctric D.

### Forma integral
En la seva forma integral, la llei de Gauss estableix:
{\displaystyle \Phi _{E}=\oint _{S}{\vec {E}}\cdot \mathrm {d} {\vec {A}}={1 \over \varepsilon _{o}}\int _{V}\rho \ \mathrm {d} V={\frac {Q_{A}}{\varepsilon _{o}}}}
on {\displaystyle \Phi _{E}} és el flux elèctric, {\displaystyle {\vec {E}}} és el camp elèctric, {\displaystyle d{\vec {A}}} és un diferencial d'àrea de la superfície tancada S perpendicular a aquesta superfície i dirigit cap a fora, {\displaystyle Q_{\mathrm {A} }} és la càrrega tancada dins la superfície, {\displaystyle \rho } és la densitat de càrrega en un punt del volum {\displaystyle V} definit per la superfície, {\displaystyle \epsilon _{o}} és la permitivitat del buit i {\displaystyle \oint _{S}} és la integral de la superfície S que tanca el volum V.
Alternativament, podem enunciar la llei de Gauss en forma integral fent servir el desplaçament elèctric:
{\displaystyle \Phi _{D}=\oint _{S}{\vec {D}}\cdot \mathrm {d} {\vec {A}}=Q_{lliure}}
on {\displaystyle \Phi _{D}} és el flux del desplaçament elèctric i {\displaystyle Q_{lliure}} la càrrega lliure tancada dins la superfície

### Forma diferencial
En forma diferencial, l'equació de Gauss esdevé:
{\displaystyle {\vec {\nabla }}\cdot {\vec {D}}=\rho _{\mathrm {lliure} }}
on {\displaystyle \nabla } és l'operador nabla que representa la divergència, D és el desplaçament elèctric (en unitats de C/m²), i ρ és la densitat de càrrega elèctrica lliure (en unitats de C/m³), sense incloure les càrregues dipolars lligades al material. La forma diferencial del Teorema de Gauss deriva parcialment del Teorema de la Divergència de Gauss.
Per a materials lineals, l'equació esdevé:
{\displaystyle {\vec {\nabla }}\cdot \varepsilon {\vec {E}}=\rho _{\mathrm {lliure} }}
on {\displaystyle \varepsilon } és la permitivitat elèctrica.

## La llei de Coulomb
En el cas especial d'una superfície esfèrica amb una càrrega central, el camp elèctric és perpendicular a la superfície, amb la mateixa magnitud a tot els seus punts, seguint l'expressió més simple:
{\displaystyle E={\frac {Q}{4\pi \varepsilon _{0}r^{2}}}}
on E és la força del camp elèctric al radi r, Q és la càrrega tancada, i ε0 és la permitivitat del buit. Fins aquí la dependència del camp elèctric de la familiar llei de la inversa del quadrat a la llei de Coulomb segueix la llei de Gauss.
La llei de Gauss pot ser utilitzada per demostrar que no hi ha un camp elèctric dins d'una gàbia de Faraday ni càrregues elèctriques. La llei de Gauss és l'equivalent electroestàtic de la llei d'Ampère, les dues equacions foren integrades dins de les equacions de Maxwell.
Va ser formulada el 1835 per Carl Friedrich Gauss però no es va publicar fins al 1867. A causa de la similaritat matemàtica, la llei de Gauss té aplicacions a altres magnituds físiques regides per la llei de la inversa del quadrat, com la gravitació o la intensitat de la radiació.

## Analogia gravitacional
Atès que tant la gravetat com l'electromagnetisme tenen forces que es propaguen de manera relativa al quadrat de la distància entre dos objectes, es pot relacionar els dos utilitzant la llei de Gauss examinant els respectius vectors de camp {\displaystyle {\vec {g}}} i {\displaystyle {\vec {E}}}, on
{\displaystyle {\vec {g}}=-G{\frac {m}{{\vec {r}}^{2}}}{\hat {r}},}
i
{\displaystyle {\vec {E}}={\frac {1}{4\pi \varepsilon _{0}}}{\frac {q}{{\vec {r}}^{2}}}{\hat {r}},}
on {\displaystyle G} és la constant de la gravitació, {\displaystyle m} és la massa del punt origen, {\displaystyle r} és el radi, la distància, entre el punt origen i un altre objecte, {\displaystyle \varepsilon _{0}} és la permitivitat del buit, i {\displaystyle q} és la càrrega del punt elèctric origen.
De la mateixa manera que s'avalua la integral de superfície per l'electromagnetisme per tenir el resultat {\displaystyle {\frac {q}{\varepsilon _{0}}}}, es pot escollir una superfície Gaussiana adequada per trobar una resposta pel flux gravitacional. Per una massa puntual centrada a l'origen del sistema de coordenades, l'elecció més lògica és una esfera de radi {\displaystyle r} centrada a l'origen.
Es comença amb la forma integral de la llei de Gauss:
{\displaystyle \Phi _{g}=\oint _{S}{\vec {g}}\cdot \mathrm {d} {\vec {A}}.}
Un element infinitesimal d'àrea és l'àrea de l'angle sòlid infinitesimal, que es defineix com:
{\displaystyle \mathrm {d} {\vec {A}}=r^{2}\mathrm {d} \Omega {\hat {r}}.}
La superfície Gaussiana és escollida de tal manera que el vector perpendicular a la superfície sigui radial a l'origen. Amb
{\displaystyle \Phi _{g}=\oint _{S}g(r){\hat {r}}\cdot {\hat {r}}r^{2}\mathrm {d} \Omega ,}
es veu que el producte de dos vectors radials és unitari i que les dues magnituds del camp, {\displaystyle {\vec {g}}}, i el quadrat de la distància entre la superfície i el punt, {\displaystyle r^{2}}, es mantenen constants per a cada element de la superfície. Això dona la integral
{\displaystyle \Phi _{g}=g(r)r^{2}\oint _{S}\mathrm {d} \Omega .}
La superfície integral que queda és l'àrea de la superfície de l'esfera ({\displaystyle 4\pi r^{2}}). Si es combina això amb l'equació del camp gravitacional, es té una expressió per al flux del camp gravitacional d'una massa puntual.
{\displaystyle \Phi _{g}=-{\frac {Gm}{r^{2}}}4\pi r^{2}=-4\pi Gm}
És interessant ressaltar que el flux gravitacional, igual que l'homòleg electromagnètic, no depèn del radi de l'esfera.

## Limitacions
La llei de Gauss pot ser utilitzada per resoldre problemes de camps electroestàtics que impliquen una simetria especial, habitualment simetries esfèriques, cilíndriques o planes. La facilitat amb què aquest tipus de problemes poden ser resolts pot transmetre la impressió errònia de que el mètode és molt potent, i pot ser utilitzat per resoldre molts altres problemes, però malauradament no és així. Aviat s'esgota la llista dels que poden ser resolts fàcilment amb la llei de Gauss.

## Interpretació

Llei de Gauss per a una càrrega interior.

Llei de Gauss per a una càrrega exterior.

La llei de Gauss pot ser utilitzada per demostrar que no existeix camp elèctric dins d'una gàbia de Faraday. La llei de Gauss és l'equivalent electroestàtica a la llei d'Ampère, que és una llei de magnetisme. Ambdues equacions van ser posteriorment integrades a les equacions de Maxwell.
Aquesta llei es pot interpretar, en electroestàtica, entenent el flux com una mesura del nombre de línies de camp que travessen la superfície en qüestió. Per a una càrrega puntual aquest número és constant si la càrrega està continguda per la superfície i és nul si és fora (ja que hi ha el mateix nombre de línies que entren com que surten). A més, com que és la densitat de línies proporcional a la magnitud de la càrrega, resulta que aquest flux és proporcional a la càrrega, si està tancada, o nul, si no ho està.
Quan tenim una distribució de càrregues, pel principi de superposició, només haurem de considerar les càrregues interiors, resultant la llei de Gauss.
Tot i això, encara que aquesta llei es dedueix de la llei de Coulomb, és més general que ella, ja que es tracta d'una llei universal, vàlida en situacions no electroestàtiques en què la llei de Coulomb no és aplicable.

## Aplicacions

### Distribució lineal de càrrega
Sigueu una recta carregada al llarg de l'eix z. Prenguem com a superfície tancada un cilindre de radi r i alçada h amb el seu eix coincident a l'eix z. Expressant el camp en coordenades cilíndriques hem degut a la simetria de reflexió respecte a un pla z=cte el camp no té component a l'eix z i la integració a les bases del cilindre no contribueix, de manera que aplicant la llei de Gauss:
{\displaystyle \oint _{S}{\vec {E}}d{\vec {S}}=\int _{S_{\rm {lateral}}}{\vec {E}}d{\vec {S}}={\frac {\int \lambda dl}{\epsilon _{0}}}}
A causa de la simetria del problema el camp tindrà adreça radial i podem substituir el producte escalar pel producte de mòduls (ja que la direcció de la superfície lateral també és radial).
{\displaystyle \int _{S_{\rm {lateral}}}EdS=E\int _{S_{\rm {lateral}}}dS=E2\pi rh={\frac {\lambda h}{\epsilon _{0}}}}
Aclarint el camp i afegint la seva condició radial obtenim:
{\displaystyle {\vec {E}}={\frac {\lambda }{2\pi r\epsilon _{0}}}{\hat {r}}}

### Distribució esfèrica de càrrega

Dues superfícies gaussianes esfèriques al voltant d'una esfera uniformement carregada de radi R. La superfície gaussiana exterior a l'esfera de radi R té radi r' i la superfície gaussiana interior a l'esfera té radi r.

Considereu una esfera uniformement carregada de radi R. La càrrega existent a l'interior d'una superfície esfèrica de radi r és una part de la càrrega total, que es calcula multiplicant la densitat de càrrega pel volum de l'esfera de radi r:
{\displaystyle q=\rho {\frac {4}{3}}\pi r^{3}}
Si Q és la càrrega de l'esfera de radi R, aleshores, es té:
{\displaystyle Q=\rho {\frac {4}{3}}\pi R^{3}}
Dividint membre a membre ambdues expressions i operant apropiadament:
{\displaystyle q=Q{\left({\frac {r}{R}}\right)}^{3}}
Com es va demostrar en una secció anterior {\displaystyle {\Phi }_{E}\,\!=E4\pi r^{2}} i tenint en compte que segons la llei de Gauss {\displaystyle {\Phi }_{E}\,\!={\frac {q}{\epsilon _{o}}}}, s'obté:
{\displaystyle E4\pi r^{2}={\frac {q}{\epsilon _{o}}}}
Per tant, per a punts interiors de l'esfera:
| {\displaystyle E={\frac {1}{4\pi {\epsilon }_{0}}}{\frac {Q{\left({\frac {r}{R}}\right)}^{3}}{r^{2}}}={\frac {Q}{4\pi \epsilon _{0}}}{\frac {r}{R^{3}}}} |
| --- |

I per a punts exteriors:
| {\displaystyle E={\frac {1}{4\pi {\epsilon }_{0}}}{\frac {Q}{r'^{2}}}} |
| ---------------------------------------------------------------------- |

En el cas que la càrrega es distribuís a la superfície de l'esfera, és a dir, en el cas que fos conductora, per a punts exteriors a la mateixa la intensitat del camp estaria donada per la segona expressió, però per a punts interiors a la esfera, el valor del camp seria nul ja que la superfície gaussiana que es considerés no tancaria cap càrrega.

## Llei de Gauss per al camp magnetoestàtic

Llei de Gauss per a un dipol interior.

Igual que per al camp elèctric, existeix una llei de Gauss per al magnetisme, que s'expressa en les seves formes integral i diferencial com
{\displaystyle \oint {\vec {B}}({\vec {r}})\cdot d{\vec {S}}=0}
{\displaystyle \nabla \cdot {\vec {B}}=0}
Aquesta llei expressa la inexistència de càrregues magnètiques o, com es coneixen habitualment, monopols magnètics. Les distribucions de fonts magnètiques són sempre neutres en el sentit que posseeix un pol nord i un pol sud, per la qual cosa el seu flux a través de qualsevol superfície tancada és nul.
En l'hipotètic cas que es descobrís experimentalment l'existència de monopols, aquesta llei s'hauria de modificar per acomodar les corresponents densitats de càrrega, resultant una llei en tot anàloga a la llei de Gauss per al camp elèctric. La llei de Gauss per al camp magnètic quedaria com
{\displaystyle \nabla \cdot {\vec {B}}=\rho _{m}}
on {\displaystyle \rho _{m}} densitat de corrent {\displaystyle {\vec {J}}_{m}}, la qual obliga a modificar la llei de Faraday.